# 卡尔维茨
卡尔维茨是德国下萨克森州的一个市镇。总面积31.65平方公里，总人口794人，其中男性395人，女性399人（2011年12月31日），人口密度25人/平方公里。